# Brogdale
Brogdale es una aldea en Kent, Inglaterra, ubicado junto a la autopista M2 a 3,2 km al sur de Faversham. Es uno de los varios villorrios que forman la parroquia civil de Ospringe y se encuentran en el borough de Swale.
El 10 de agosto de 2003 la temperatura alcanzó 38,3°C, uno de los récords climáticos del Reino Unido.
Brogdale Farm es la sede de la National Fruit Collection, una de las mayores colecciones de árboles frutales y plantas en el mundo. Más de 2.040 variedades de manzana, 502 de pera, 350 de ciruela, 322 de cereza y colecciones menores de arbustos frutales, nueces y uvas que crecen aquí en 61 hectáreas de huertos.